# Atropha mansuetor
Atropha mansuetor là một loài tò vò trong họ Ichneumonidae.